# 방위
방위(方位, 영어: cardinal directions, cardinal points)는 방향을 임의의 기준으로 나누는 방법이다.

## 지리학

북쪽을 가리키는 나침반 바늘.

지리학에서 방위는 자오선을 기준으로 남쪽과 북쪽을 정하고, 그와 수직인 직선을 기준으로 동쪽과 서쪽을 정한다. 이렇게 정한 방위는 시계 방향으로 북·동·남·서의 순서대로 배열되며, 다른 기준이 없다면 북쪽은 북극을 가리키고, 남쪽은 남극을 가리킨다. 그리고  남방, 북방, 동방, 서방이라고 부르기도 한다.
이 동·서·남·북의 네 방향을 4방위(사방, 四方)라 하고 이를 세분하여 8방위(팔방, 八方, 북·북동·동·동남·남·남서·서·북서), 16방위 , 24방위 , 32방위로 이름 붙인다. 필요에 따라서 64방위, 128방위 등이 쓰이기도 하지만, 현대에 들어서는 세밀한 방위 표기를 위해 각도를 대신 쓰는 것이 일반적이다.
방위를 재는데는 나침반을 쓴다. 단 나침반은 자석을 쓰기 때문에 지리학적 극(북극과 남극)이 아닌 지자기적 극(자북극과 자남극)을 가리키며, 특히 그 방향이 정 반대임에 유의해야 한다.

### 방위 이름
동양(중국을 중심으로 하는 동아시아)에서는, 옛날은 십이지에 의한 이하의 12방향의 방위가 이용되고 있었다. 각각의 방위 간격은 30˚이다.
| 자 | 축 | 인 | 묘 | 진 | 사 | 오 | 미 | 신 | 유 | 술 | 해 | 자 |
| 북 |    |    | 동 |    |    | 남 |    |    | 서 |    |    | 북 |

또, 팔괘를 이용한 이하의 팔방향에 의한 방위가 특히 역에서 이용되었다.
| 감 | 간   | 진 | 손   | 리 | 곤   | 태 | 건   |
| 북 | 북동 | 동 | 남동 | 남 | 남서 | 서 | 북서 |

24방위는 스물넷으로 나눈 방위이다.
| 자 | 계 | 축 | 간   | 인 | 갑 | 묘 | 을 | 진 | 손   | 사 | 병 | 오 | 정 | 미 | 곤   | 신 | 경 | 유 | 신 | 술 | 건   | 해 | 임 | 자 |
| 북 |    |    | 북동 |    |    | 동 |    |    | 남동 |    |    | 남 |    |    | 남서 |    |    | 서 |    |    | 북동 |    |    | 북 |

이 안에서 북(감·자), 동(진·묘), 남(리·오), 서(태·서)를 사방, 북동(간), 남동(손), 남서(곤), 북서(건)를 사유라고 한다.
4방위·8방위·12방위와의 관련, 또는 사방으로 옮겨놓을 수 있는 것은 이하와 같이 정리된다.
| 방위   | 북                 | 남         | 동          | 서         |
| ------ | ------------------ | ---------- | ----------- | ---------- |
| 각도   | 0°= 360°           | 180°       | 90°         | 270°       |
| 십이지 | 자                 | 오         | 묘          | 유         |
| 팔괘   | 감                 | 리         | 진          | 태         |
| 계절   | 겨울               | 여름       | 봄          | 가을       |
| 시각   | 00:00 = 24:00 한밤 | 12:00 한낮 | 6:00 새벽   | 18:00 저녁 |
| 사신   | 현무               | 주작       | 청룡        | 백호       |
| 사천왕 | 다문천             | 증장천     | 지국천      | 광목천     |
| 사색   | 검정               | 빨강       | 파랑 (초록) | 하양       |

32방위까지는 각 방위(즉, 11.25˚마다)에 이름이 붙어 있다. 8방위·16방위의 이름은 서로 인접한 4방위·8방위의 이름을 합쳐서 지어졌고, 32방위의 이름은 16방위를 기준으로 "미동", "미서"와 같이 기울어지는 4방위의 이름을 붙여서 만들어졌다.
다음은 32방위의 이름과, 그 영어 약자, 그리고 북쪽으로부터 시계방향으로 잰 각도를 보인 것이다.
|        |
| 사방   |
| 32방위 |
| 16방위 |
| 32방위 |
| 사우   |
| 32방위 |
| 16방위 |
| 32방위 |

| 방위명   | 약자 | 시계방향각도 |
| -------- | ---- | ------------ |
| 북       | N    | 0.00°        |
| 북미동   | N/E  | 11.25˚       |
| 북북동   | NNE  | 22.50˚       |
| 북동미북 | NE/N | 33.75˚       |
| 북동     | NE   | 45.00˚       |
| 북동미동 | NE/E | 56.25˚       |
| 동북동   | ENE  | 67.50˚       |
| 동미북   | E/N  | 78.75˚       |

| 방위명   | 약자 | 시계방향각도 |
| -------- | ---- | ------------ |
| 동       | E    | 90.00˚       |
| 동미남   | E/S  | 101.25˚      |
| 동남동   | ESE  | 112.50˚      |
| 남동미동 | SE/E | 123.75˚      |
| 남동     | SE   | 135.00˚      |
| 남동미남 | SE/S | 146.25˚      |
| 남남동   | SSE  | 157.50˚      |
| 남미동   | S/E  | 168.75˚      |

| 방위명   | 약자 | 시계방향각도 |
| -------- | ---- | ------------ |
| 남       | S    | 180.00˚      |
| 남미서   | S/W  | 191.25˚      |
| 남남서   | SSW  | 202.50˚      |
| 남서미남 | SW/S | 213.75˚      |
| 남서     | SW   | 225.00˚      |
| 남서미서 | SW/W | 236.25˚      |
| 서남서   | WSW  | 247.50˚      |
| 서미남   | W/S  | 258.75˚      |

| 방위명   | 약자 | 시계방향각도 |
| -------- | ---- | ------------ |
| 서       | W    | 270.00˚      |
| 서미북   | W/N  | 281.25˚      |
| 서북서   | WNW  | 292.50˚      |
| 북서미서 | NW/W | 303.75˚      |
| 북서     | NW   | 315.00˚      |
| 북서미북 | NW/N | 326.25˚      |
| 북북서   | NNW  | 337.50˚      |
| 북미서   | N/W  | 348.75˚      |

## 16방위
| 16방위표 | 16방위표 | 16방위표 | 16방위표 | 16방위표 |
| -------- | -------- | -------- | -------- | -------- |
| 북서     | 북북서   | 북       | 북북동   | 북동     |
| 서북서   | 중       | 중       | 중       | 동북동   |
| 서       | 중       | 중       | 중       | 동       |
| 서남서   | 중       | 중       | 중       | 동남동   |
| 남서     | 남남서   | 남       | 남남동   | 남동     |

## 같이 보기
- 시방세계(十方世界, Universe of Ten Direction)
- 방위학(方位學)
- 구성학(九星學)
- 자기동래(紫氣東來)
- 나침반
- 방위각
- 방향
- 항행
- 오방색